# Комори на Светском првенству у атлетици на отвореном 2019.
Комори су учествовали на 17. Светском првенству у атлетици на отвореном 2019.  одржаном у Дохи од 27. септембра до 6. октобра тринаести пут. Репрезентацију Комора представљао је један атлетичар који се такмичио у трци на 110 метара са препонама. , .
На овом првенству такмичар Комора није освојио ниједну медаљу нити је остварио неки резултат.

## Учесници
Мушкарци:
- Фадане Хамади — 110 м препоне

## Резултати

### Мушкарци
| Атлетичар     | Дисциплина    | Лични рекорд | Квалификације | Квалификације | Полуфинале           | Полуфинале           | Финале               | Финале       | Детаљи |
| Атлетичар     | Дисциплина    | Лични рекорд | Резултат      | Место         | Резултат             | Место                | Резултат             | Место        | Детаљи |
| ------------- | ------------- | ------------ | ------------- | ------------- | -------------------- | -------------------- | -------------------- | ------------ | ------ |
| Фадане Хамади | 110 м препоне | 14,60        | 14,79         | 8. у гр. 4    | Није се квалификовао | Није се квалификовао | Није се квалификовао | 36 / 36 (41) |        |